# Доктор Стрэндж (фильм, 2016)
«До́ктор Стрэндж» (англ. Doctor Strange) — американский супергеройский фильм 2016 года о персонаже Marvel Comics Докторе Стрэндже. Созданием картины занималась компания Marvel Studios, права на распространение принадлежат Walt Disney Studios Motion Pictures. Эта картина стала четырнадцатым фильмом медиафраншизы «Кинематографическая вселенная Marvel» (КВМ), а также вторым фильмом Третьей фазы КВМ. Скотт Дерриксон выступил в качестве режиссёра, а Джон Спэйтс написал сценарий. Главную роль исполнил британский актёр Бенедикт Камбербэтч. Также в картине сыграли Мадс Миккельсен, Чиветел Эджиофор, Рэйчел Макадамс, Бенедикт Вонг и Тильда Суинтон.
Задумка перенести Доктора Стрэнджа со страниц комиксов на большой экран появилась ещё в 1980-х годах, однако проект неоднократно откладывался, вплоть до того момента, пока «Paramount Pictures» не приобрела права на персонажа от имени Marvel Studios. В начале 2010 года Томас Дин Доннелли и Джошуа Оппенхаймер занялись сценарием к фильму. В июне 2014 года Скотт Дерриксон занял место режиссёра фильма. Кастинг начался в декабре 2014 года. В то же время Камбербэтч получил главную роль. Спэйтс был нанят, чтобы переписать сценарий к фильму, в то время как Каргилл также присоединился к фильму для работы над сценарием вместе с Дерриксоном. Основные съёмки начались в ноябре 2015 года в Непале, а затем продолжились в Великобритании и завершились в апреле 2016 года в Нью-Йорке.
Мировая премьера состоялась 25 октября 2016 года, в России 31 октября, хотя первоначально планировалась на 28 октября, в США 4 ноября. Фильм собрал более $677 млн по всему миру и был позитивно встречен критиками. Также он номинировался на премию «Оскар» в категории «Лучшие визуальные эффекты».

## Сюжет
Мастер мистических искусств Кецилий и его приспешники («зилоты») прибывают в библиотеку Древней. Кецилий обезглавливает библиотекаря, вырывает страницу из древней книги Калиостро и, после противостояния с Древней сбегает.
Гениальный и известный нейрохирург Стивен Стрэндж, после очередной операции, извлекает пулю из почти не подававшего признаков жизни мужчины, не используя компьютерной техники. По пути на форум по нейрохирургии, изучая медицинскую карту очередного пациента за рулём автомобиля Lamborghini Huracán, Стивен теряет управление и попадает в серьёзную аварию. Стивен получает тяжёлые травмы рук, в результате чего он теряет способность оперировать. Стивен тратит большие суммы денег на лечение, однако всё бесполезно и вместе с этим ссорится со своей коллегой и подругой доктором Кристиной Палмер, которая всячески пытается ему помочь. Стрэндж, на курсах по восстановлению работоспособности рук, узнаёт о Джонатане Пэнгборне — парализованном пациенте, которого Стивен когда-то отказался оперировать и узнаёт о том, что Джонатан снова стал ходить. Стивен находит Джонатана и расспрашивает его, каким образом тот сумел излечиться. Пэнгборн рассказывает Стрэнджу об учителе в Камар-Тадже в Непале, где он смог излечиться, куда на последние деньги и отправляется Стивен. Там на него нападают местные грабители, которые ломают его часы Jaeger-LeCoultre, однако его спасает Карл Мордо и отводит в Камар-Тадж. Стивен расспрашивает Древнюю о том, как исцелился Пэнгборн, и та показывает Стивену различные иллюстрации акупунктуры и МРТ. Стивен не верит Древней и начинает хамить ей, в результате чего она выталкивает астральное тело Стрэнджа и возвращает обратно. Затем, Древняя, сказав Стрэнджу, что он ещё многого не знает, отправляет его через различные измерения. Шокированный Стивен просится к ней в ученики, однако Древняя выгоняет Стрэнджа. Древняя, после совета Мордо, всё же соглашается обучать Стивена.
Стивен успешно обучается магии, знакомится с Мастером Хамиром и Вонгом, новым библиотекарем, а также узнаёт о предательстве Кецилия. Мордо рассказывает Стивену о том, что магию можно заключать в артефакты и что чародейские предметы могут сами выбирать себе владельца. Однажды вечером Стивен выбирает книгу Калиостро и читает об артефакте «Глаз Агамотто», содержащим в себе один из Камней Бесконечности — Камень Времени. Стивен активирует Камень и тренируется на яблоке, а затем восстанавливает вырванные страницы из книги Калиостро и узнаёт о Тёмном измерении и Дормамму — властителе Тёмного измерения. Однако его останавливают Мордо и Вонг. Вонг рассказывает Стивену, что такие герои, как «Мстители» защищают мир от материальных угроз, в то время как Мастера мистических искусств защищают мир от магических угроз. Мастер Агамотто, создавший Глаз Агамотто, в древности построил три храма Чародеев на Земле — в Нью-Йорке, Лондоне и Гонконге, у каждого из которых есть свой хранитель. Храмы образуют магический щит вокруг планеты, а целью Мастеров и Чародеев является защита этих храмов. Неожиданно, Кецилий нападает и уничтожает храм в Лондоне, в результате чего Стивен попадает в храм в Нью-Йорке. Появляется Кецилий, ранит хранителя храма и вступает в сражение со Стивеном. В процессе сражения, Стивена признаёт своим хозяином Плащ Левитации, спасает от гибели и помогает обездвижить Кецилия. Кецилий рассказывает Стивену, что их целью является освобождение людей от сил времени, поскольку оно является единой непобедимой силой, которой нет в Тёмном измерении, поскольку оно находится вне времени. Из-за того, что в процессе сражения Стивен потерял своё двойное кольцо, его тяжело ранит зилот Кецилия — Люциан. Стивен телепортируется в больницу, в которой раньше работал, и вызывает Кристину, которая спасает его от гибели. В процессе операции, Стивен сражается с Люцианом в Астральном измерении и убивает его переизбытком магической энергии.
Стрэндж возвращается в храм в Нью-Йорке. К нему присоединяются Мордо и Древняя. Стрэндж обвиняет Древнюю в использовании энергии из Тёмного измерения для продления своей жизни. Кецилий освобождается, и готовится уничтожить храм. Стивен переносит всех в Зеркальное измерение, в результате чего магический взрыв не влияет на реальный мир. Однако Стивен не предугадал, что Тёмное и Зеркальное измерения связаны, и силы Кецилия и его зилотов только усилились, в результате чего Стивен и Мордо попадают в ловушку. Появляется Древняя и используя силу Тёмного измерения, сражается с Кецилием в процессе чего Кецилий серьёзно ранит Древнюю выталкивает её в портал, сбрасывая с большой высоты. Стрэндж отправляет Древнюю в больницу и замечает, что та находится в Астральном измерении. Древняя сообщает Стрэнджу, что тот, если захочет, без труда сможет вылечить свои руки, и что благодаря Глазу она предвидела свою гибель. Она говорит Стрэнджу, что иногда ради всеобщего блага приходится нарушать правила, и что самому Стивену тоже придётся их нарушить. Древняя умирает, а Стивен перемещается в Камар-Тадж.
Мордо разочаровывается в Древней и в своих убеждениях, поскольку считает, что Древняя всех обманывала, используя энергию Тёмного измерения для продления своей жизни, при этом запрещая всем это делать, а Кецилий и его зилоты — её рук дела, и что всем придётся отвечать за её ошибки. Стивен убеждает Мордо присоединиться к нему, и они вместе перемещаются к последнему храму в Гонконге. Когда они прибывают к храму, он оказывается уже разрушен, Вонг — хранитель храма мёртв, и в мир начинает проникать энергия Тёмного измерения. Стрэндж, объявляя, что ещё не конец, активирует Камень Времени и начинает глобальную перемотку времени в обратную сторону, постепенно отменяя разрушения, и проникновение энергии из Тёмного измерения.
Кецилий и зилоты преодолевают влияние времени, и начинают сражение со Стивеном, Мордо и воскрешённым Вонгом. В результате сражения, Стивен падает, полностью останавливая время и, вспоминая, что над Тёмным измерением оно не властно, отправляется в Тёмное измерение. Стивен создаёт с помощью Камня временную петлю и встречает Дормамму. Поскольку измерение Дормамму находится вне времени, он не способен разорвать временную петлю, и поэтому оказывается у Стивена в плену. Дормамму соглашается забрать Кецилия и зилотов и оставить Землю в покое, а Стрэндж разрывает петлю времени. Кецилия и его зилотов с мучениями затягивает в Тёмное измерение. Стрэндж, с помощью Камня полностью отменяет все разрушения в городе. Мордо заявляет Стивену и Вонгу, что он вместе с ними нарушил законы природы, предупреждает их, что рано или поздно за все будет расплата и уходит.
Стивен возвращает Глаз Агамотто в Камар-Тадж и становится хранителем храма в Нью-Йорке. Вонг предупреждает его о том, что весть о гибели Древней разлетится очень быстро, и что теперь им нужно быть готовыми к новым угрозам.
В первой сцене после титров Доктор Стрэндж сидит напротив Тора, и обсуждает с ним поиск отца Тора — Одина на Земле. Стивен соглашается ему помочь.
Во второй сцене после титров Мордо приходит к Джонатану Пэнгборну и отбирает у него восстановленную магическим образом возможность ходить, заявляя, что он является вором магии и что на Земле завелось «слишком много колдунов».

## Актёрский состав

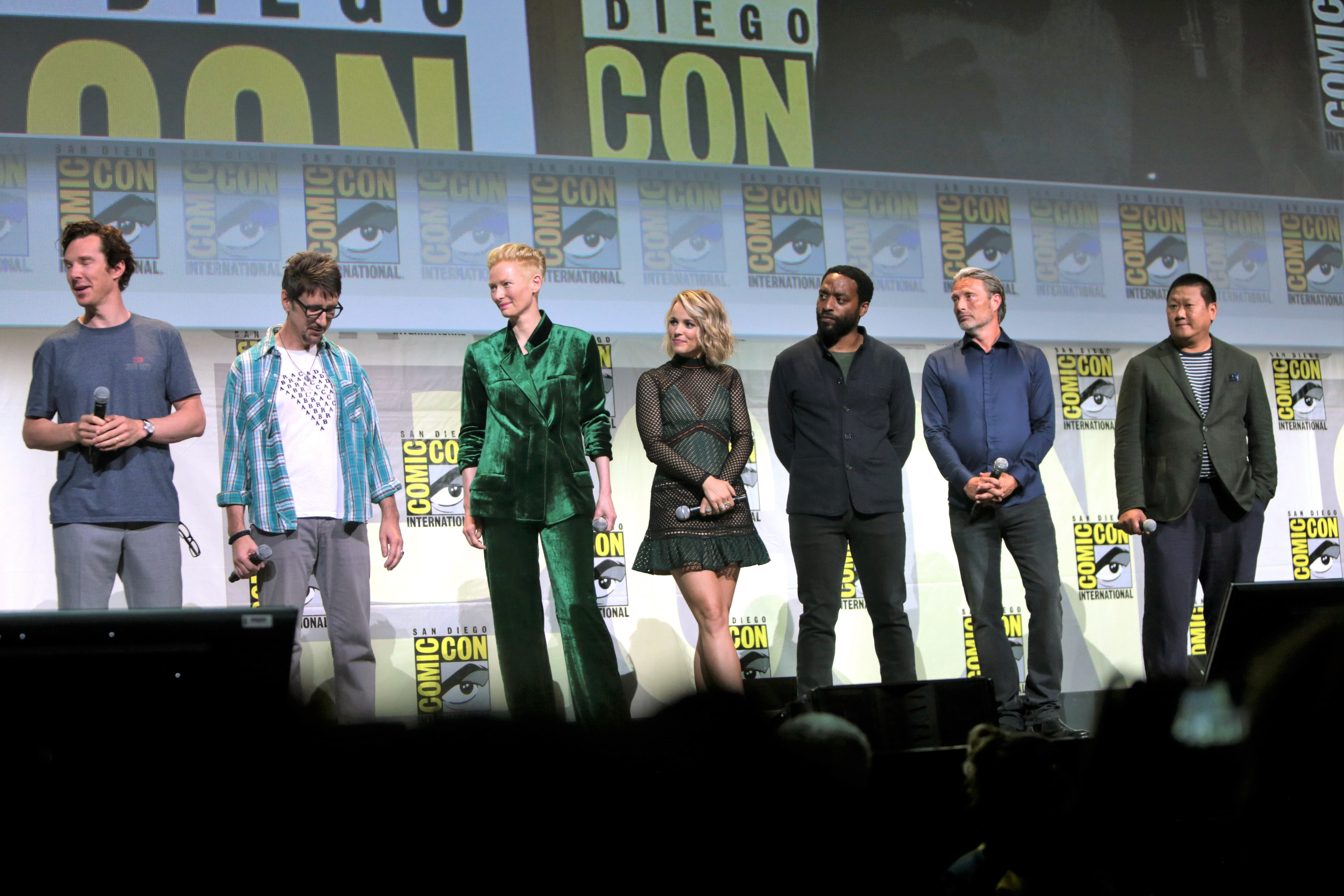
Актёрский состав и режиссёр фильма на San Diego Comic-Con International в 2016 году

- Бенедикт Камбербэтч — Стивен Стрэндж / Доктор Стрэндж[4]

По словам Камбербэтча, он не был знаком с историей своего персонажа, но после получения роли начал активно читать комиксы о нём. На вопрос, использовал ли он какие-то мистические приёмы в реальной жизни, Камбербэтч ответил: «Я много медитирую. Это очень полезное занятие, с помощью которого я могу успокоиться, отвлечься от моей насыщенной жизни, сфокусироваться на том, чтобы стать более добрым, внимательным к другим личностям. Я многому научился в Дарджилинге, в восточной Бенгалии, прямо на границе с Непалом. Я жил с тибетскими буддистами в непальском доме в Индии с видом на Бутан. Для меня это стало глубоким созидательным опытом в очень раннем возрасте. Я пытался сохранить воспоминания об этом на всю свою жизнь». Камбербэтч признался, что с осторожностью подходил к изображению физических движений и жестов персонажа: «Так, мне нужно продолжать тренироваться становиться в эти позы, кидать заклинания, колдовать с рунами, и прочие вещи, которые он делает. Наверное, будет много раздумий и интриг относительно того, как лучше расположить этот палец вместо того, чтобы сделать так или вот так». Помимо этого, Стивен Стрэндж опирается на такие магические артефакты, как Плащ левитации, который «обладает собственным сознанием», и Око Агамотто, которое позволяет ему «манипулировать вероятностями». Кевин Файги заявил, что в фильме будут показаны лишь «зачатки» способностей Стрэнджа.
- Чиветел Эджиофор — Карл Мордо[12]

Бывший ученик Древней наряду с Доктором Стрэнджем. В фильме персонаж не будет однозначным злодеем и объединит в себе характеры нескольких других персонажей из мифологии Стрэнджа. Эджиофор отметил, что «он очень сложный персонаж, так что, на самом деле, я не думаю, что его можно охарактеризовать таким образом. Я думаю, это то, что надо испытать, вот, что я скажу». По поводу отношений между Мордо и Древней, Эджиофор сказал: «Они за многие годы сильно привязались друг к другу, но у каждого сложилось собственное впечатление о другом. Когда Мордо и Древняя встречают Стивена Стрэнджа, они оба воспринимают его как сильного союзника, которого можно переманить на свою сторону. Он становится своеобразным „оружием“ для каждого из них».
- Рэйчел Макадамс — Кристина Палмер[15]

Коллега-хирург Стрэнджа. Файги описал персонажа как: «Связующее звено Стрэнджа с его старой жизнью, она в каком-то смысле краеугольный камень его старой жизни, до тех пор, пока он не становится магом. Она связана с ним в начале и в конце, и помогает не потерять ему связь с собственной человечностью».
- Майкл Стулбарг — Никодемус Уэст

Соперник и коллега Стивена Стрэнджа, доктор отдела реанимации, напарник Кристины Палмер.
- Мадс Миккельсен[18] — Кецилий

Главный антагонист фильма. Исполнительный продюсер Кевин Файги заявил: «Его персонаж — колдун, основавший собственную секту. Он думает, что Древняя защищает Землю в своих целях, и что нам всем было бы лучше, если бы мы впустили в наш мир других существ». Миккельсен добавил: «Он не злодей, он человек с отличными от героя взглядами. Это не значит, что он не хочет сделать планету лучше или не хочет спасти мир, но у него другой способ решения этого. Конечно же он антагонист, но необязательно плохой человек».
- Тильда Суинтон — Древняя[12]

Тибетский мистик, ставшая духовным наставником Стрэнджа, обучающим его магии на пути становления Верховного мага. Первоначально Marvel Studios планировала взять актёра мужского пола на эту роль, но затем решила сделать переосмысление персонажа. По состоянию на июль 2015 года Суинтон призналась, что не знает, какого пола будет её персонаж. Продюсер картины Кевин Файги сказал: «В фильме мы используем термины „она“ и „её“, однако персонаж — андрогин» и объяснил, что «Древний является не конкретным человеком, а званием, которое носили сильнейшие маги, оберегающие Землю от мистических угроз». Выбор Суинтон на роль персонажа, который чаще всего изображался как тибетский монах, вызывал негативную реакцию со стороны общественности. По словам актрисы, ей никогда не предлагали сыграть персонажа азиатского происхождения.
- Бенедикт Вонг — Вонг[26]

Новый заведующий библиотекой Камар-Таджа после смерти предыдущего библиотекаря. Также является одним из мастеров мистических искусств и хранителем Земли.
- Бенджамин Брэтт — Джонатан Пэнгборн

Паралитик, который смог исцелиться под руководством Древней, к которой он направляет Стрэнджа вылечить руки.
- Скотт Эдкинс — Люциан, зилот Кецилия[28]

Камбербэтч также исполнил роль суперзлодея Дормамму. Актёр лично предложил сыграть персонажа, который, по словам режиссёра, должен был выступить в качестве «ультра-раздутого эго» Стрэнджа, вместо «огромного омерзительного монстра». Дерриксон заявил, что Дормамму не имел нормальной физической формы в своём собственном измерении, и принял её исключительно для взаимодействия со Стрэнджем. Для создания образа, Камбербэтч использовал технологию захвата движения и мимики, в то время как его голос был смешан с голосом другого британского актёра, который, согласно Дерриксону, имел «очень глубокий голос». Кроме того, продюсеры планировали пригласить на озвучку Тони Тодда в качестве альтернативы Камбербэтча, но в конечном итоге решили использовать голос последнего.
Крис Хемсворт повторил роль Тора, появившегося в первой сцене после титров. Линда Луиз Даун исполнила роль Тины Минору. Марк Энтони Брайтон сыграл Даниэля Драмма, а Топо Вреснивиро — Хамира, других мастеров мистических искусств. Последний был основан на Хамире Отшельнике, отце Вонга, которой был личным слугой Древней, однако в фильме он не является ни тем, ни другим. Зара Питиан, Алаа Сафи и Катрина Дарден исполнили роли приспешниц Кецилия, в то время как Пэт Кирнан сыграл себя самого. Один из создателей Доктора Стрэнджа, Стэн Ли появился в качестве камео сыграв пассажира автобуса, читающего «Двери восприятия» Олдоса Хаксли. Эми Ландекер исполнила роль анестезиолога Брунер, но большинство сцен с её участием были вырезаны из финальной версии фильма.

## Производство

### Сценарий
21 января 1986 года Боб Гейл написал 115-страничный черновик сценария к кинокомиксу о Докторе Стрэндже, затем съёмки должны были состояться на киностудии New World Pictures. Однако фильм по неизвестным причинам так и не был запущен в производство. В 1989 году Александр Кокс и Стэн Ли, один из создателей Доктора Стрэнджа, написали сценарий на студии Regency. По сюжету герой должен был отправиться в четвёртое измерение, потом встретиться со злодеем Дормамму на острове Пасхи. Но проект не смог получить зелёный свет, поскольку между Marvel Comics и Warner Bros., имевшей права на выпуск фильма, возник конфликт касательно мерчандайзинга. В декабре 1992 года Уэс Крэйвен подписал контракт на участие в качестве режиссёра и сценариста экранизации «Доктор Стрэндж», а права перешли к компании Savoy Pictures. В апреле 1997 года Columbia Pictures скупила права на киноленту и наняла Джеффа Уэлша в качестве сценариста.
В 2000 году Columbia свернула работу над экранизацией. Тогда Майкл Франс уже имел на руках готовый сценарий и хотел пригласить Чака Рассела и Стивена Норрингтона в качестве постановщиков картины. В июне 2001 года права на экранизацию перешли к Dimension Films и Дэвид С. Гойер был назначен режиссёром и сценаристом будущей ленты. Однако позднее Dimension передала права компании Miramax (эта студия в то время принадлежала компании Disney), а сам Гойер покинул проект. В марте 2003 года объявили о выходе кинокомикса в 2005 году, но по состоянию на июнь 2004-го сценарий так и не был написан. Генеральный директор студии Marvel Ави Арад заявил следующее: «Процесс далёк от завершения. Со сценарием испытываются трудности, но мы не сдадимся». В апреле 2005 года права на фильм «Доктор Стрэндж» достались компании Paramount Pictures. В 2007 году Гильермо дель Торо и Нил Гейман предложили Marvel свой сценарий к кинокомиксу, но студия отказала им.
В июне 2010 года Marvel наняла Томаса Дина Доннелли и Джошуа Оппенхаймера для написания сценария «Доктора Стрэнджа». Продвигая фильм «Трансформеры 3: Тёмная сторона Луны» в апреле 2011 года, актёр Патрик Демпси заявил о своём желании сыграть главного героя будущей картины. В январе 2013 года президент студии Marvel Кевин Файги сообщил, что Доктор Стрэндж появится в третьей фазе кинематографической вселенной Marvel. В феврале следующего года журнал The Hollywood Reporter написал, что руководители Marvel рассматривают на пост режиссёра киноленты следующих претендентов: Марка Эндрюса, Джонатана Ливайна, Николая Арселя и Дина Израэлайта. Позднее в шорт-лист добавился Скотт Дерриксон.

### Подготовка к съёмкам

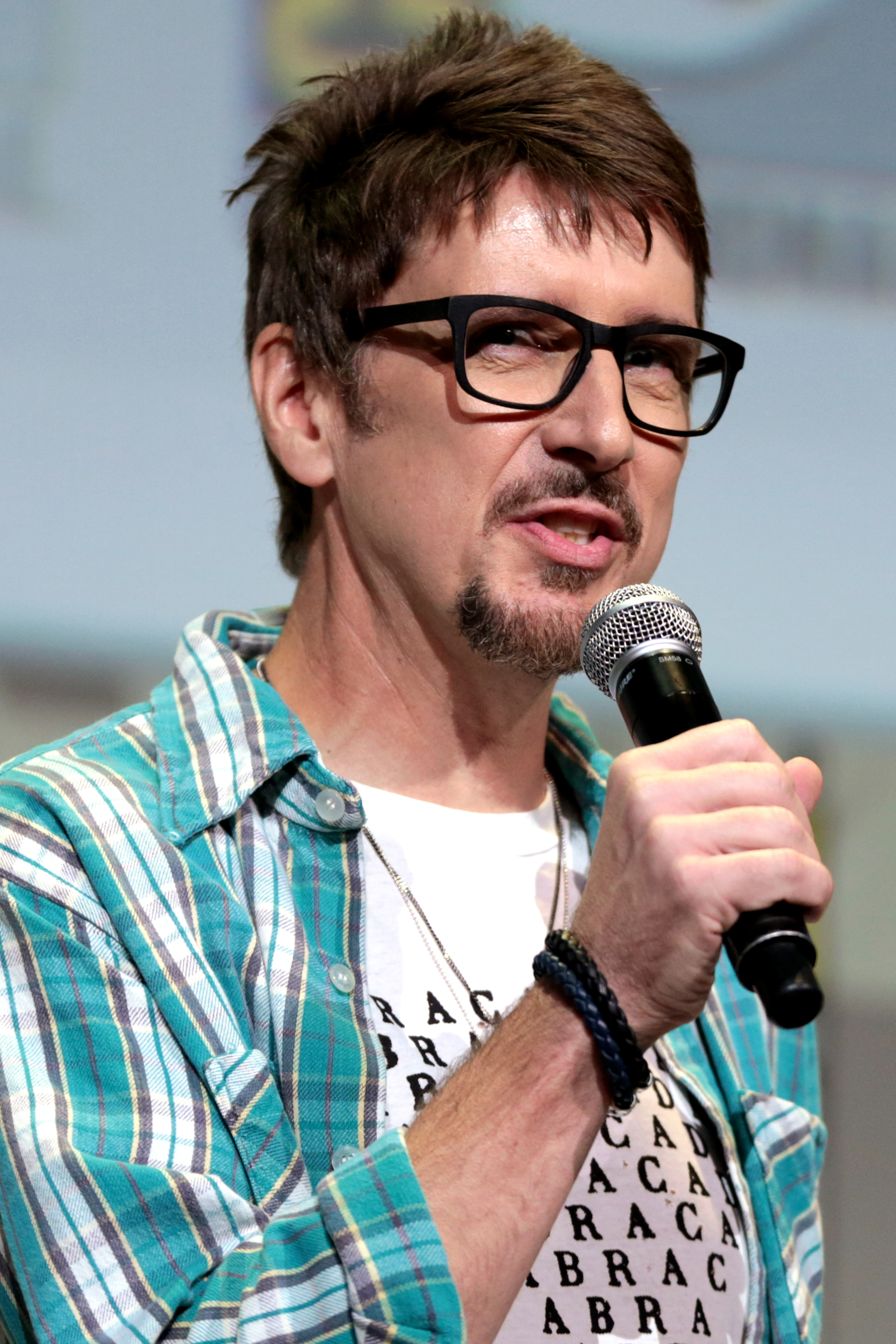
Режиссёр фильма Скотт Дерриксон на San Diego Comic-Con International в 2016 году

В июне 2014 года стало известно, что режиссёром станет Скотт Дерриксон. В своём интервью с JobLo Дерриксон признался: «Я очень сильно хотел этого. Больше чем какой-либо проект, за которым я гонялся. Я чувствовал, что должен сделать все что в моих силах, чтобы получить его. Честно говоря, я просто чувствовал, что именно я должен сделать его». Также стало известно, что Доннели и Оппенхаймер займутся сценарием. В июне Кевин Файги подтвердил участие Дерриксона в проекте и заявил, что студия собирается нанять сценариста, чтобы переписать сценарий фильма, и что кастинг начнётся в июле или августе этого года. Он также добавил, что производство фильма начнётся в 2015 году: «В течение следующего месяца или двух, я думаю, мы начнём подбор актёров, — уверяет он, — и вскоре уже определимся с главным актёром, а к производству приступим уже весной следующего года. Стрэндж очень важен не только тем, что это очень интересный персонаж, не только тем, что это сложный путь от заносчивого хирурга до познавшего дзен человека, без проблем контролирующего реальность вокруг себя. В комиксах Marvel есть и другая сторона, сверхъестественная сторона, целое пространство между мирами этой вселенной, и доктор Стрейндж, как мне видится, — это входная дверь в эту иную реальность, в которой существуют десятки собственных персонажей и сюжетов».
По словам Кевина Файги, «Доктор Стрэндж» будет построен на магической теме, как, например, «Стражи Галактики» раскрывают космическую тему, а «Первый мститель: Другая война» — политические конфликты. В июле Джон Спэйтс, известный как автор первого варианта сценария фильма «Прометей» 2012 года, начал переговоры со студией Marvel, чтобы написать сценарий к фильму. В декабре 2014 года стало известно, что он перепишет сценарий Доннели и Оппенхаймера.

17 августа 2014 года Дэвид Фарачи заявил, что «Доктор Стрэндж» не будет историей, повествующей о происхождении Стивена Стрэнджа: 
Сценарий «Доктора Стрэнджа» у них хранился целую вечность. Это была стандартная история происхождения Доктора Стрэнджа. Главным злодеем там был Барон Мордо. Всего этого больше нет. Новая фишка Marvel — больше никаких ориджинов. Все стартует в середине дела. Доктор Стрэндж уже стал волшебником. Это совершенно новый сценарий. Джон Спэйтс пишет с нуля, без чьей-либо помощи, без чьих-то предыдущих наработок. Даже не затрагивает предыдущий сценарий.
16 октября 2014 года режиссёр фильма Скотт Дерриксон опубликовал в своём твиттере изображение фрагмента медитации Стивена Стрэнджа из комикса Infinity Gauntlet #1 1991 года, художник Джордж Перес. Не исключено, что Дерриксон намерен связать фильм с другим проектом Кинематографической вселенной MarveI «Мстители: Война Бесконечности», который выйдет в 2018 году. 4 ноября 2014 года Дерриксон опубликовал в твиттере изображение арта из комикса «Doctor Strange: Into Shamballa» 1986 года. В комиксе рассказывается, что спустя 20 лет после встречи со Древнего Стивен Стрэндж вернулся в Гималаи, дабы почтить память своего наставника. Вскоре Стивен обнаруживает, что тот оставил для него таинственный подарок. Неизвестно, будет ли связан этот комикс с сюжетом фильма. 5 Января 2015 года в своём интервью для The Wall Street Journal Бенедикт Камбербэтч рассказал, что в фильме «Доктор Стрэндж» речь коснётся астрального плана, что станет новым элементом в киновселенной.
В сентябре 2015 года режиссёр фильма «Стражи Галактики» и его сиквела Джеймс Ганн рассказал, что многие из членов съёмочной группы не смогут принять участие в работе над продолжением, так как они будут заняты съёмками «Доктора Стрэнджа». В конце месяца Файги заявил, что в течение нескольких ближайших месяцев будет сделано несколько заявлений, в том числе и информация о кастинге фильма.

#### Кастинг
«История Стивена Стрэнджа требует актёра, способного на серьёзную глубину характера и откровенность. В 2016 году Бенедикт покажет зрителям, что делает Доктора Стрэнджа таким уникальным и сложным персонажем».
Изначально Marvel хотела, чтобы роль Величайшего волшебника Земли исполнил Вигго Мортенсен, однако тот не смог принять участие из-за напряжённого графика. 15 января 2014 года Infamous объявили, что главная роль досталась американскому актёру Джону Хэмму, однако 7 июля 2014 года слух был опровергнут. 5 июня 2014 года стало известно, что студия Marvel на главную роль Доктора Стрэнджа рассматривает актёра и музыканта Джареда Лето. 9 июня 2014 года появились ещё два претендента, британские актёры Том Харди и Бенедикт Камбербэтч. Долгое время Хоакин Феникс оставался главным кандидатом на роль Стрэнджа, однако после продолжительных разговоров со студией актёр неожиданно отказался от роли. После отказа Феникса Marvel Studios предложила роль Верховного волшебника Земли американскому актёру Итану Хоуку, который уже работал со Скоттом Дерриксоном в его раннем проекте «Синистер». 16 октября 2014 года было объявлено, что может сыграть канадский актёр Райан Гослинг. Marvel также хотела, чтобы главную роль в фильме исполнил Джонни Депп. Среди претендентов на роль выделялись Юэн Макгрегор, Оскар Айзек, Мэттью Макконахи, Колин Фаррелл, Киану Ривз и Джейк Джилленхол. Тем не менее, Ривз признался, что он не подошёл на роль.
29 октября британский актёр Бенедикт Камбербэтч стал последним претендентом на роль Стрэнджа. Стало известно, что он утверждён. По поводу своего участия в проекте Камбербэтч сказал: «Я не считаю, что это риск из-за Marvel. Marvel стабильно берёт обычных персонажей из комиксов и превращает их в богов на экране. В этом случае все по-другому, это астральный план. Это огромный новый элемент вселенной Marvel, который позволит построить эту историю и этого персонажа. Но знаете, я очень рад поработать со Скоттом, чье воображение не имеет границ, и со всеми парнями и девушками в Marvel, которые знают, что делают». Несмотря на это, ранее, на San Diego Comic-Con International 2014 года, Камбербэтч утверждал, что не сможет исполнить роль Стрэнджа, ввиду участия в других проектах.
Актёр Чиветел Эджиофор, который ранее снялся в фильме «12 лет рабства» вместе с Камбербэтчем, получил предложение сыграть одну из главных ролей. В мае 2015 года студия начала вести переговоры с Тильдой Суинтон о роли Древней, духовного наставника Стивена Стрэнджа в оригинальных комиксах. 11 июня стало известно, что Эджиофор исполнит роль одного из главных врагов Стрэнджа Барона Мордо. Также подтвердилось участие Суинтон в проекте. В конце июля стало известно, что Рэйчел Макадамс рассматривается на женскую роль в фильме, однако актриса сказала: «В любом случае, ещё слишком рано, и я не знаю, где будут проходить съёмки, если они вообще будут». Участие Эджиофора в проекте было подтверждено в середине августа 2015 года на D23. К концу месяца Мадс Миккельсен вступил в переговоры, чтобы сыграть злодея в фильме. Во время международного кинофестиваля в Торонто МакАдамс подтвердила, что исполнит главную женскую роль в фильме. В ноябре 2015 года Майкл Стулбарг вступил в переговоры, чтобы исполнить роль Никодемуса Уэста, соперника Стрэнджа, главного антагониста комикса Doctor Strange: The Oath. В этом же месяце стало известно, что Эми Ландекер и Скотт Эдкинс присоединились к актёрскому составу. 21 января 2016 года стало известно, что Бенедикт Вонг исполнит роль Вонга, камердинера Доктора Стрэнджа и мастера боевых искусств. В апреле 2016 года появилась информация, что Зара Питиан получила роль в фильме.
Также в качестве камео на экране появился автор комиксов о Докторе Стрэндже и множестве других персонажей Marvel Comics Стэн Ли, который появляется во всех фильмах Marvel Studios.

### Съёмки

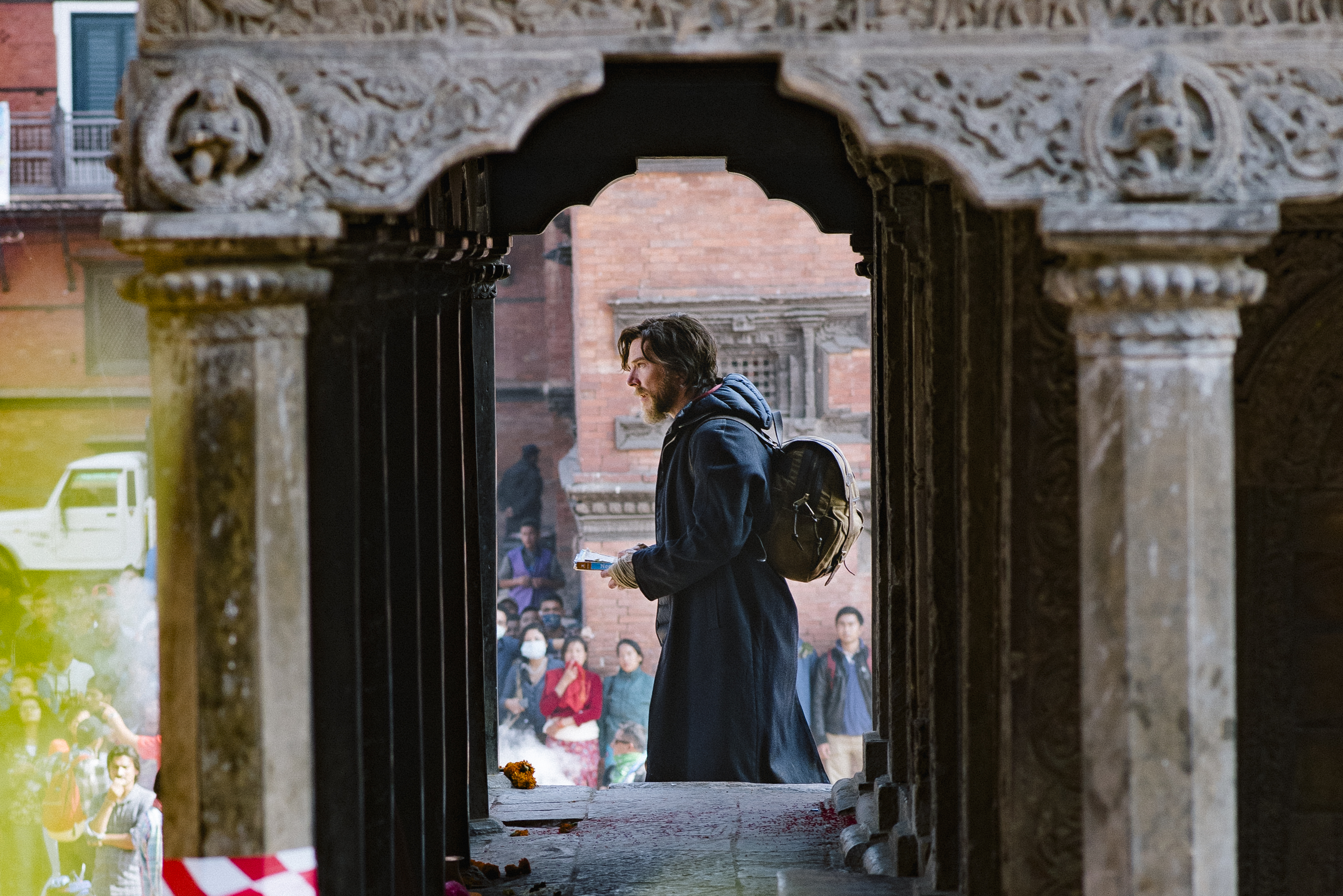
Бенедикт Камбербэтч в Катманду на съёмках «Доктора Стрэнджа»

В сентябре 2014 года было анонсировано, что съёмки начнутся в мае 2015 года в отеле Pinewood-Shepperton Studios в Великобритании. В апреле 2015 года Дерриксон и члены съёмочной группы посетили Нью-Йорк, где также будут проходить съёмки фильма. В это же время Файги заявил, что съёмки начнутся в ноябре 2015 года. В июне 2015 было объявлено, что Дерриксон направился в Лондон, чтобы начать работу над фильмом. Кроме того, в это же время Файги заявил, что Санктум Санкторум, мистический храм, в котором проживает Стивен Стрэндж, появится в фильме и будет расположен на улице Бликер в Гринвич-Виллидж в Нью-Йорке, как и в комиксах.
В августе 2015 года кинооператор Бен Дэвис, известный по таким работам, как «Стражи Галактики» и «Мстители: Эра Альтрона», охарактеризовал фильм как «Фантазию от Marvel», говоря: «Он совершенно другой и не похож на то, что они делали раньше. Там много превизуализации и много сложной работы — ты смотришь на визуальный ряд, который они создали, и думаешь: „И как я должен это снимать?!“, потому что там все навеяно работами Эшера».
Основные съёмки начались в Непале 4 ноября 2015 года под рабочим названием «Шах и мат» в окрестностях Долины Катманду. Съёмочная группа посетила храмы в Пашупатинатхе и в Сваямбунатхе. Впоследствии съёмки проходили на территории Тамеля, Новой Дороге в Катманду и на площади Дурбар в Патане. В ноябре 2015 года съёмочная группа переместилась в Longcross Studios в Великобритании и оставалась там вплоть до марта 2016 года. Часть сцен снималась в нью-йоркской Адской кухне, в то время как некоторые дополнительные сцены были отсняты в Pinewood-Shepperton и Shepperton Studios в Великобритании в декабре 2015 года, а затем перенеслись в Лондон и Гонконг. В декабре 2015 года было выявлено, что С. Роберт Каргилл, коллега Дерриксона по фильму «Синистер», работал над сценарием фильма с 2014 года. С апреля 2016 года съёмки проходили недалеко от Флэтайрон-билдинг в Нью-Йорке. Основные съёмки завершились 3 апреля 2016 года.

### Завершение производства
В апреле 2016 года стало известно, что режиссёр фильмов «Стражи Галактики» и «Стражи Галактики 2» консультировал Дерриксона по вопросам сценария, который также беседовал с режиссёрами других картин Кинематографической вселенной Marvel. По поводу использования 3D в фильме Кевин Файги сказал, что «в случае с „Доктором Стрэнджем“ это будет продвигающий историю инструмент, который затронет человеческие умы гораздо больше, чем простой плоский экран». За визуальные эффекты отвечали студии Luma Pictures и Industrial Light & Magic.

## Музыка
Американский композитор Кристофер Янг выразил желание написать музыку к фильму. Янг уже работал над фильмами по комиксам — ему принадлежит авторство саундтреков фильмов «Человек-паук: Враг в отражении» (2007) и «Призрачный гонщик» (2007). В августе 2014 года он начал вести переговоры со Скоттом Дерриксоном.
В мае 2016 года Майкл Джаккино сообщил, что напишет музыку к фильму. Альбом саундтреков был выпущен студией Hollywood Records в цифровом виде 21 октября 2016 года, а физический формат был выпущен 18 ноября 2016 года.

## Прокат
Мировая премьера «Доктора Стрэнджа» состоялась в Гонконге, 13 октября 2016 года, в то время как в Голливуде премьера состоялась 20 октября 2016 года в Китайском театре TCL и театре Эль-Капитан. Фильм был выпущен в прокат 28 октября 2016 года в Великобритании, наряду с 33 странами в первый уик-энд, в 213 IMAX кинотеатрах на территории 32 из них. Он был показан 28 октября 2016 года на EW PopFest в Лос-Анджелесе. В Северной Америке релиз фильма состоялся 4 ноября 2016 года в 3882 кинотеатрах, из которых 3530 были в формате 3D, 379 в IMAX, 516 c премиальными большеформатными экранами (крупнейший релиз Disney в этом формате на сегодняшний день) и 189 с креслами D-Box. У «Доктора Стрэнджа» был самый широкий IMAX-показ во всём мире, в связи с чем он стал первым фильмом, показанным более чем на 1000 экранах IMAX. Ранее дата выхода была назначена на 8 июля 2016 года, однако график производства был смещён из-за занятости Камбербэтча над другими проектами. В России фильм был показан с 31 октября 2016.

### Маркетинг
В августе 2015 года на D23 Expo был продемонстрирован концепт-арт трейлера, повествование которого велось от лица Скотта Дерриксона. Иллюстрации содержали художественные изображения Бенедикта Камбербэтча в традиционном костюме Стрэнджа из комиксов, а также содержали информацию о некоторых важных моментах из жизни Доктора: авария, в результате которой Стивен травмировал руки, его путешествие в поисках средства для их исцеления и борьбу с Мордо в исполнении Эджиофора. Презентация была громко встречена собравшейся толпой. Первая официальная фотография Бенедикта Камбербэтча в образе Доктора Стрэнджа была показана обложке выпуска Entertainment Weekly от 8 января 2016 года. В январе 2016 года в Кинематографическую вселенную Marvel посредством второго сезона телесериала «Агент Картер» была введена Нулевая материя, которая сыграет важную роль в «Доктор Стрэндже».
Первый тизер-трейлер был показан на Jimmy Kimmel Live! 12 апреля 2016 года. Кларк Коллис из Entertainment Weekly отметил, что «калейдоскопические, искривляющие мир сцены», показанные в трейлере, напомнили ему «Начало» Кристофера Нолана. Скотт Мендельсон из Forbes согласился с мнением Коллиса о сходстве «Доктора Стрэнджа» с «Началом», в то же время отметив влияние раннего маркетинга фильма «Бэтмен: Начало». Грэм МакМиллан из The Hollywood Reporter более критично отозвался о тизере-трейлере, заявив, что «было трудно избавиться от ощущения, что всё это мы уже где-то видели». МакМиллан указал на заимствование Дерриксоном элементов из «Начала», «Матрицы», «Бэтмена: Начало», а также американский акцент Камбербэтча, схожий с Грегори Хаусом в исполнении Хью Лори из «Доктора Хауса».
В июле 2016 года Marvel выпустила комикс-прелюдию к фильму, написанный Вилом Короной Пилгримом и проиллюстрированный Джорджем Форнесом. Главными героями выступили четыре мастера мистических искусств: Кецилий, Вонг, Тина Минору и Даниэль Драмм. Они преследуют женщину, укравшую око Агамотто. Получив его обратно, они относят реликвию в Санктум Санкторум, где также находятся другие артефакты. Второй выпуск, центральной фигурой которого стала Древняя, был выпущен в августе 2016 года. Дерриксон, Камбербэтч, Суинтон, Эджиофор, МакАдамс, Миккельсен и Вонг посетили San Diego Comic-Con 2016, где презентовали эксклюзивный клип, а также второй трейлер к фильму. В следующем месяце клип с Comic-Con был показан на Asia Pop Comic Convention Manila. В сентябре 2016 года сцены из фильма войдут в качестве бонуса в Blu-ray издание фильма «Первый мститель: Противостояние».

### Издания
Релиз фильма на цифровые площадки от Walt Disney Studios Home Entertainment состоялся 14 февраля 2017 года в США, а Blu-ray, Ultra HD Blu-ray и DVD-издания поступили в продажу 28 февраля. Цифровые и Blu-ray-издания содержат несколько дополнительных материалов: закулисные фичуретки; аудиокомментарии; удалённые сцены; подборка неудачных дублей; эксклюзивное превью к фильмам третьей фазы, а именно «Стражи Галактики. Часть 2», «Тор: Рагнарёк», «Чёрная пантера» и «Мстители: Война бесконечности», а также «Команда Тора: Часть 2», продолжение псевдодокументального фильма «Команда Тора», который был срежиссирован Вайтити.

## Реакция

### Кассовые сборы
«Доктор Стрэндж» собрал 232,6 млн $ на территории Северной Америки и Канады и 445,1 млн $ в других странах, а общая сумма кассовых сборов по всему миру составила 677,7 млн $. Фильм стал крупнейшей IMAX-премьерой ноября в США (12,3 млн $), на международном рынке (24 млн $) и во всём мире (24,2 млн $), побив рекорд «Интерстеллара». 27 ноября 2016 года фильм стал самым кассовым некомандным дебютным для персонажа фильмом Marvel. По предварительным прогнозам Deadline.com чистая прибыль фильма должна была составить 12,65 млн $ на территории США, в связи с чем сайт поместил фильм на 11 место в списке «самых прибыльных блокбастеров 2017 года».

### Критика
Фильм был положительно встречен критиками. На сайте Rotten Tomatoes его рейтинг «свежести» составляет 89 % со средней оценкой в 7.3 баллов из 10 на основе 303 рецензий. Metacritic, который выставляет оценки на основе среднего арифметического взвешенного, дал фильму 72 балла из 100 на основе 49 рецензий. По данным сайта CinemaScore, зрители поставили фильму оценку «A» по шкале от «A+» до «F».

### Награды и номинации
Фильм, его режиссёры и актёры были удостоены множества наград и номинаций. На 89-й церемонии вручения премии «Оскар» монтажёры Ричард Блаф, Стефан Церетти, Винсент Цирелли и Пол Корбулд номинировались в категории «Лучшие визуальные эффекты», однако победу в данной номинации одержали монтажёры фильма Джона Фавро «Книга джунглей». На 43-й церемонии вручения премии «Сатурн» фильм номинировался в десяти категориях, однако картина одержала победу только в номинации «Лучший фильм — экранизация комикса», а Тильда Суинтон — в категории «Лучшая киноактриса второго плана». Фильм завоевал премию «Империя» в категории «Лучшие визуальные эффекты». Картина также номинировалась на премию «Спутник» в двух категориях, однако не смогла одержать победу не в одной и них. Дизайнер костюмов Александра Бирн получила премию Гильдии художников по костюмам в категории «Превосходство в области фантастического кино».

## Продолжение
В апреле 2016 года соавтор фильма Каргилл заявил, что у него и Дерриксона есть «странные идеи», которые могли бы быть воплощены в потенциальных сиквелах фильма. Дерриксон проявил интерес к появлению в сиквеле Кошмара в качестве главного антагониста, а также рассказал о своём намерении раскрыть персонажей Джонатона Пэнгборна и Хамира, у которых было мало экранного времени в первой картине. По словам Спэйтса, ему очень бы хотелось задействовать Клеа в продолжении. В апреле 2017 года было выявлено, что Скотт Дерриксон вернётся к работе над потенциальным продолжением, после исполнения своих обязательств перед телесериалом «Локки и Ключ». В июле 2019 на фестивале Comic-Con в Сан-Диего было объявлено, что продолжение под названием «Доктор Стрэндж: В мультивселенной безумия» выйдет в прокат в США 7 мая 2021 года. Также стало известно об участии Элизабет Олсен (Ванда Максимофф / Алая Ведьма) в съёмках кинокомикса. В апреле 2020 года было объявлено о том, что выход в прокат перенесён на 25 марта 2022 года.